# Бойко, Фёдор Павлович
Фёдор Павлович Бойко (11 ноября 1909 года, с. Новоселица, Сквирский уезд, Киевская губерния — 22 сентября 1984 года, Минск) — советский военный деятель, генерал-майор (1962 год).

## Начальная биография
Фёдор Павлович Бойко родился 11 ноября 1909 года в селе Новоселица ныне Попельнянского района Житомирской области Украины.
С октября 1925 года был воспитанником-курсантом в Украинской военно-подготовительной школе имени М. В. Фрунзе в Полтаве, которую окончил в мае 1929 года.

## Военная служба

### Довоенное время
В мае 1929 года призван в ряды РККА и направлен на учёбу в Нижегородскую пехотную школу имени И. В. Сталина, после окончания которой в марте 1931 года назначен на должность командира взвода в составе 191-го стрелкового полка (64-я стрелковая дивизия, Белорусский военный округ), дислоцированного в Смоленске, а в октябре — на должность командира взвода в 16-м отдельном пулемётном батальоне в составе 7-го сектора ПВО, дислоцированного в Полоцке и в декабре 1933 года передислоцированного на Дальний Восток, где вскоре переведён на должность командира взвода в отдельном пулемётном батальоне (Барабашский укреплённый район, ОКДВА).
С мая 1936 года служил командиром роты в 276-м стрелковом полку (92-я стрелковая дивизия, ОКДВА), дислоцированном в с. Занадворовка, с октября 1937 года — начальником штаба отдельного разведбатальона в 92-й стрелковой дивизии, с февраля 1938 года — начальником 2-й (разведывательной) части штаба 52-го Сахалинского морского пограничного отряда НКВД, дислоцированного в г. Александровск-на-Сахалине. В ноябре 1938 года переведён в 79-ю стрелковую дивизию на должность командира разведбатальона, а в марте 1939 года — на должность начальника 2-й части штаба этой же дивизии.
В апреле 1940 года направлен на учёбу в Военную академию имени М. В. Фрунзе.

### Великая Отечественная война
После окончания краткосрочного курса Военной академии имени М. В. Фрунзе в октябре 1941 года майор Ф. П. Бойко назначен на должность командира 292-го запасного лыжного стрелкового полка в составе 43-й лыжной бригады (Сибирский военный округ), дислоцированного в Абакане, а в декабре — на должность командира 289-го запасного стрелкового полка в составе 43-й запасной стрелковой бригады, дислоцированной в г. Боготол (Красноярский край).
В июле 1942 года переведён на должность начальника штаба 78-й стрелковой бригады, находившейся в Красноярске и в октябре передислоцированной на Калининский фронт, где в составе 22-й армии вела боевые действия против ржевско-сычёвской группировки войск противника, а в марте 1943 года — в ходе Ржевско-Вяземской наступательной операции. 1 мая в районе Гжатска на базе 75-й и 78-й стрелковых бригад была сформирована 65-я гвардейская стрелковая дивизия, а подполковник Ф. П. Бойко назначен на должность начальника штаба этой же дивизии, которая 22 июля была передислоцирована на реку Угра южнее Вязьмы и с 7 августа 1943 года принимала участие в боевых действиях в ходе Смоленской, Спас-Деменской, Ельнинско-Дорогобужской, Смюленско-Рославльской, Ленинградско-Новгородской, Старорусско-Новоржевской, Режицко-Двинской, Мадонской наступательной операции, Прибалтийской и Рижской наступательных операций.
31 октября полковник Ф. П. Бойко назначен на должность командира 56-й гвардейской стрелковой дивизии, действовавшей против курляндской группировки войск противника. 31 декабря освобождён от занимаемой должности и направлен на лечение по ранению в санаторий в Сочи. После излечения состоял в распоряжении Главного управления кадров НКО и в марте 1945 года направлен на учёбу на ускоренный курс Высшей военной академии имени К. Е. Ворошилова.

### Послевоенная карьера
После окончания ускоренного курса полковник Ф. П. Бойко в январе 1946 года назначен на должность начальника штаба 110-й гвардейской стрелковой дивизии, в апреле — на должность начальника штаба 124-й гвардейской стрелковой дивизии (Восточно-Сибирский военный округ), а в июле того же года — на должность начальника штаба 20-й гвардейской стрелковой бригады.
В декабре 1948 года направлен на учёбу на основной курс Высшей военной академии имени К. Е. Ворошилова, после окончания которой в марте 1951 года направлен командировку в Венгерскую народную армию военным советником командира пехотной дивизии.
В ноябре 1954 года вернулся в СССР, после чего назначен на должность начальника штаба 11-го гвардейского стрелкового корпуса (Московский военный округ), в августе 1956 года — на должность военного комиссара Днепропетровской области, а в мае 1958 года — на должность начальника Организационно-мобилизационного управления — заместителя начальника штаба по организационно-мобилизационным вопросам Северного военного округа.
В октябре 1960 года направлен в Национальную народную армию ГДР, где назначен представителем по организационно-мобилизационным вопросам Главного командования ОВС, а в сентябре 1963 года — помощником представителя Главного командования ОВС по организационным вопросам. В ноябре 1963 года вернулся в СССР, после чего служил начальником Организационно-мобилизационного управления — заместителем начальника штаба по организационно-мобилизационным вопросам Белорусского военного округа.
Генерал-майор Фёдор Павлович Бойко 27 августа 1968 года вышел в запас. Умер 22 сентября 1984 года в Минске.

## Награды
- Орден Ленина (05.11.1954[3]);
- Два ордена Красного Знамени (24.03.1943, 15.11.1950[3]);
- Орден Трудового Красного Знамени (22.02.1968[2]);
- Орден Отечественной войны 1 степени (15.12.1943[3]);
- Орден Красной Звезды (03.11.1944[3]);
- Медали.